# Левін Яків Аркадійович
Левін Яків Аркадійович (1912—1942) — радянський композитор.

## Біографія
У 1938 закінчив Київську консерваторію по класу композиції Л. М. Ревуцького та по класу фортепіано К. М. Михайлова. З 1933 концертмейстер Капели бандуристів УРСР і Ансамблю пісні і танцю УРСР. Загинув на фронті Великої Вітчизняної війни в квітні 1942.
Склав хори — «Юність» (на слова В. М. Сосюри, 1939), «На городі коло броду» (слова Т. Г. Шевченка, 1939), «Оборонна Донбаська» (слова П. Г. Безпощадного, 1939), «Донська козача» (слова А. Угарова, 1940), а також для голосу і фортепіано — «Пісня про Михайла Ратманського» (слова А. Угарова, 1939). Також складав музику до драматичних спектаклів і радіопостановок, робив музичну обробку українських народних пісень.